# Ropivacaine
Ropivacaine (Rinn) /roʊˈpɪvəkeɪn/ là thuốc gây tê cục bộ thuộc nhóm amino amid. Tên ropivacain đề cập đến cả racemate và đưa ra thị trường với tên thương mại S-enantiomer. Ropivacaine hydrochlorua thường được AstraZeneca bán trên thị trường dưới tên thương mại Naropin.

## Lịch sử
Ropivacaine được phát triển sau khi bupivacaine được ghi nhận là có liên quan đến ngừng tim, đặc biệt ở phụ nữ mang thai. Ropivacaine được phát hiện có độc tính trên tim ít hơn bupivacaine trong mô hình động vật.

## Sử dụng lâm sàng

### Chống chỉ định
Ropivacaine chống chỉ định trong gây tê vùng tĩnh mạch (IVRA). Tuy nhiên, dữ liệu mới cho thấy cả ropivacaine (1.2-1.8 mg/kg trong 40ml) và levobupivacaine (40 ml dung dịch 0,125%) được sử dụng, vì chúng có độc tính đối với hệ tim mạch và hệ thần kinh trung ương ít hơn so với bupivacaine.

### Tác dụng phụ
Phản ứng có hại của thuốc (ADR) rất ít nếu được dùng đúng cách. Hầu hết các ADR liên quan đến kỹ thuật đưa thuốc vào cơ thể (dẫn đến phơi nhiễm toàn thân) hoặc tác dụng dược lý của gây mê, tuy nhiên phản ứng dị ứng hiếm khi có thể xảy ra.
Tiếp xúc toàn thân với lượng ropivacaine quá mức chủ yếu dẫn đến hệ thần kinh trung ương (CNS) và ảnh hưởng tim mạch - Tác dụng CNS thường xảy ra ở nồng độ trong huyết tương thấp và tác dụng tim mạch bổ sung ở nồng độ cao hơn, mặc dù suy tim cũng có thể xảy ra với nồng độ thấp. Tác dụng của CNS có thể bao gồm kích thích thần kinh trung ương (hồi hộp, ngứa ran quanh miệng, ù tai, run, chóng mặt, mờ mắt, co giật sau đó là trầm cảm (buồn ngủ, mất ý thức), suy hô hấp và ngưng thở). Ảnh hưởng tim mạch bao gồm hạ huyết áp, nhịp tim chậm, rối loạn nhịp tim và/hoặc ngừng tim - một số trong đó có thể là do thiếu oxy máu thứ phát do ức chế hô hấp.

### Chấn thương sau phẫu thuật nội soi
Ropivacaine gây độc cho sụn và truyền dịch nội khớp của chúng có thể dẫn đến hiện tượng sụn chêm sau phẫu thuật nội soi.

### Điều trị quá liều
Đối với bupivacaine, Celepid, một loại nhũ tương lipid tiêm tĩnh mạch thường có, có thể có hiệu quả trong điều trị nhiễm độc tim nặng thứ phát do quá liều gây tê cục bộ trong các thí nghiệm trên động vật  và ở người trong một quá trình gọi là giải cứu lipid.